# Törekvés SE
El Törekvés Sportegyesület (en español: Asociación de Deportes de Aspiración), es un equipo de fútbol de Hungría que juega en la NB4, la cuarta división de fútbol en el país.

## Historia
Fue fundado en el año 1900 en la villa de Kobanya en Budapest con el nombre Törekvés SC, y en su historia han tenido varios nombres, los cuales han sido:
- 1900–1951: Törekvés SC
- 1951–1955: Kőbányai Lokomotív
- 1955–1957: Kőbányai Törekvés
- 1957–1958: Haladás
- 1958–1995: Törekvés SE
- 1995–2000: Törekvés Szent István SE
- 2000–2001: Törekvés KISE
- 2001–2002: Grund R. Törekvés
- 2002-hoy: Törekvés SE

Fue en el año 1902 que debuta en el fútbol de Hungría, y un año después debuta en la NB1, temporada en la que termina en último lugar entre 8 equipos, ganando un partido y perdiendo los otros trece.
El club ha militado en más de 20 temporadas en la NB1, principalmente a mediados del siglo XX, y desde entonces han sido un equipo de categoría provincial.

## Palmarés
- NB2: 2

1906/07, 1945

## Jugadores

### Jugadores destacados
Los jugadores que aparecen en Negrita han llegado a jugar para su selección nacional.
| - Itsván Dobay - Rudolf Wetzer - Henry Chambré - Béla Bartos - János Bőti - Károly Déri - Antal Dürr | - József Ging - Béla Guttmann - Árpád Hajós - András Hegedűs - Ferenc Hirzer - Gyula Horváth - Itsván Kardos | - József Kautzky - József Kónya - Ferenc Lhottka - Ferenc Magyar - Itsván Mészáros - Itsván Nemes - Itsván Nyilas | - Antal Pruha - Ferenc Pusztai - Gyula Senkey - József Siegl - Ferenc Szedlacsik - Sándor Szentey - Gésa Szűcs | - Árpád Tagányi - Dániel Takács - Lorinc Tritz - József Urik - József Viola - Lajos Wéber - Árpád Weisz |